# Sony Ericsson Z710i
Sony Ericsson Z710i — четырёхдиапазонный мобильный телефон фирмы Sony Ericsson. Появился в продаже в странах СНГ в ноябре 2006 года. Z710i содержит в себе полноценный функциональный набор.

## Детальная характеристика телефона

### Корпус
Корпус выполнен в раскладном форм-факторе.
- Loop-антенна.
- Спортивный стиль телефона (за счёт антенны Sony Ericsson Loop).
- Изготовлен из глянцевого и матового пластика.
- Имеет большое количество зеркальных элементов.
- Внешний дисплей и объектив камеры защищены от повреждений прочным пластиком, а также утоплены в корпус.
- Цвета корпуса — сумеречно-чёрный (Twilight Black), металлически-песочный (Metallic Sand).

### Дисплей

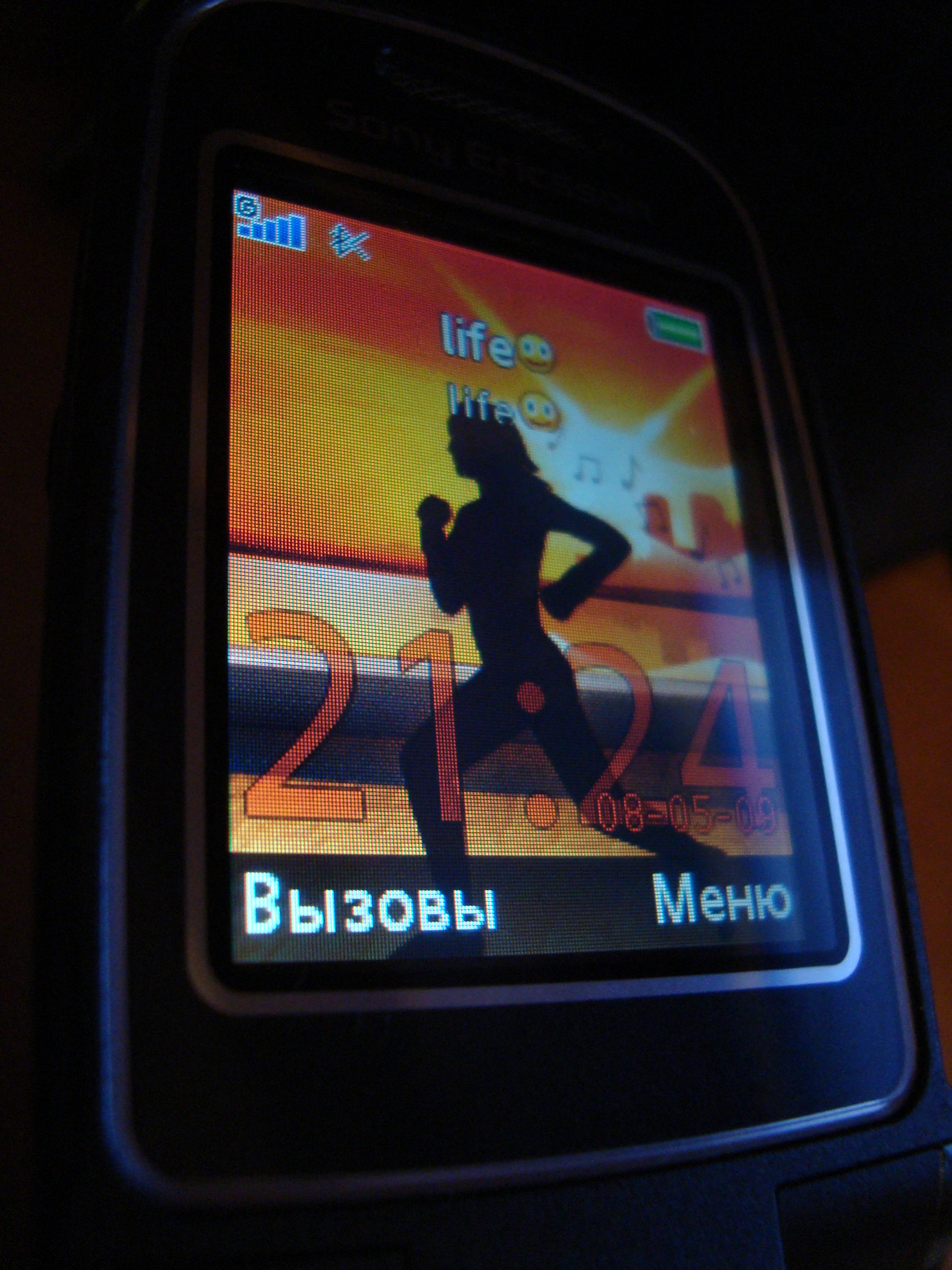
Внутренний экран телефона

В телефоне присутствуют два дисплея — внешний и внутренний.
- Внешний дисплей — монохромный, способен отображать 4 оттенка серого и подсвечивается синим цветом. Размер внешнего экрана составляет 128 × 128 пикселей, при физическом размере в 26 × 26 мм.
- Внутренний (основной) дисплей сделан из TFT матрицы с возможностью отображения 262144 цветов. Физический размер дисплея составляет 2 дюйма, а пиксельный 176 × 220. Изображение на дисплее качественно просматривается под любым углом обзора.

### Звук и виброзвонок
- Телефон оснащён дополнительным динамиком на задней панели. Оба динамика прикрыты металлической сеткой, что защищает их от внешних воздействий.
- Тип мелодий — 72-голосовая полифония, MP3-мелодии.
- Редактор мелодий.
- Громкая связь (встроенный динамик).
- Виброзвонок телефона по силе выше среднего.

### Клавиатура
Внешняя часть.

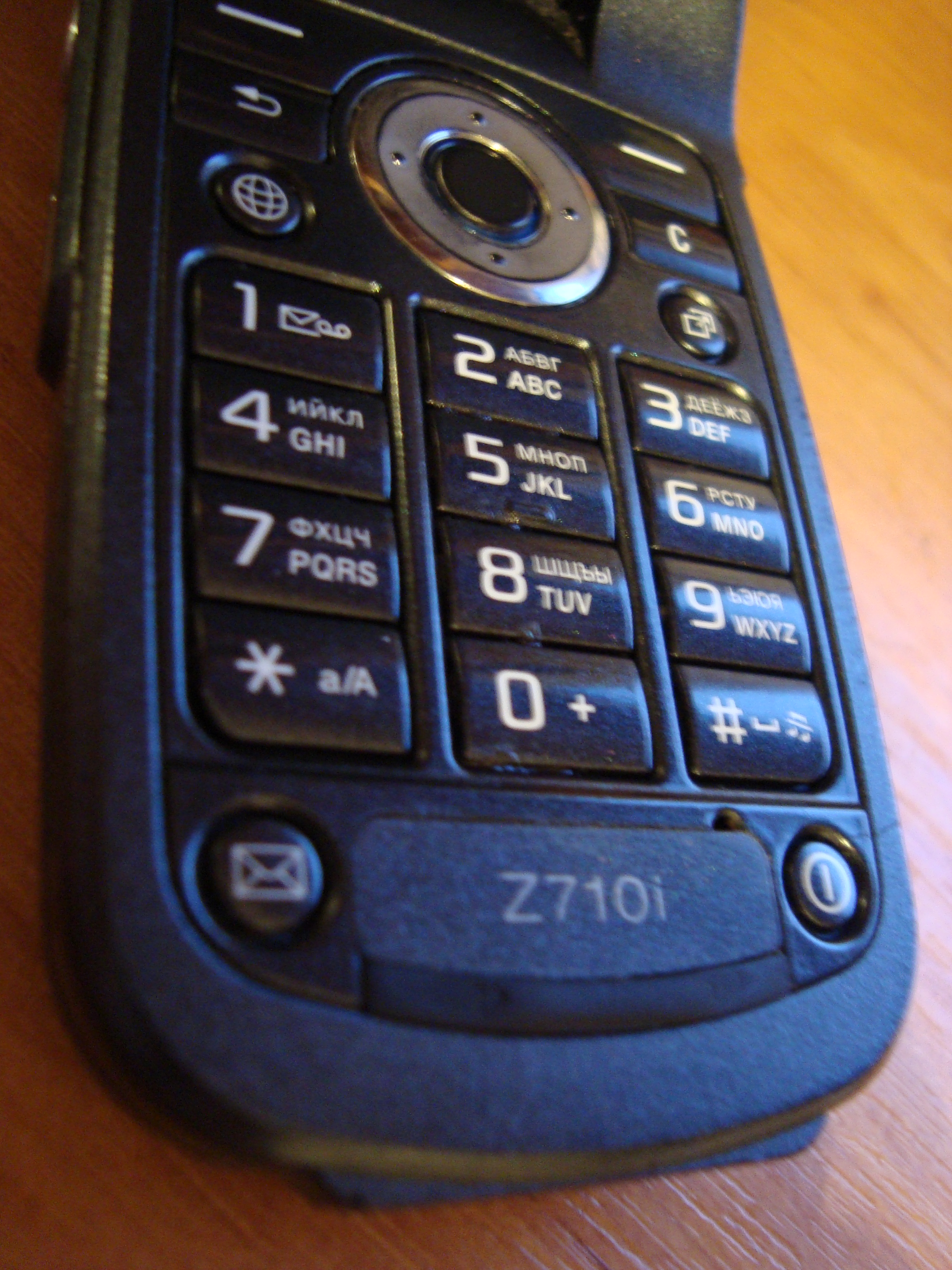
Клавиатура телефона

- 4 кнопки управления цифровым аудиоплеером.
- На левой боковой панели кнопки регулировки громкости и кнопка быстрого вызова камеры,
- На правой боковой панели — переключатель для блокировки клавиатуры.

Внутренняя часть.
- Отдельные клавиши для быстрого вызова меню сообщения и браузера.
- Вспомогательная клавиша для управления программами и приложениями в фоновом режиме и быстрого перехода между ними.

### Питание
- Тип аккумулятора — Li-Ion
- Ёмкость аккумулятора — 900 мАч

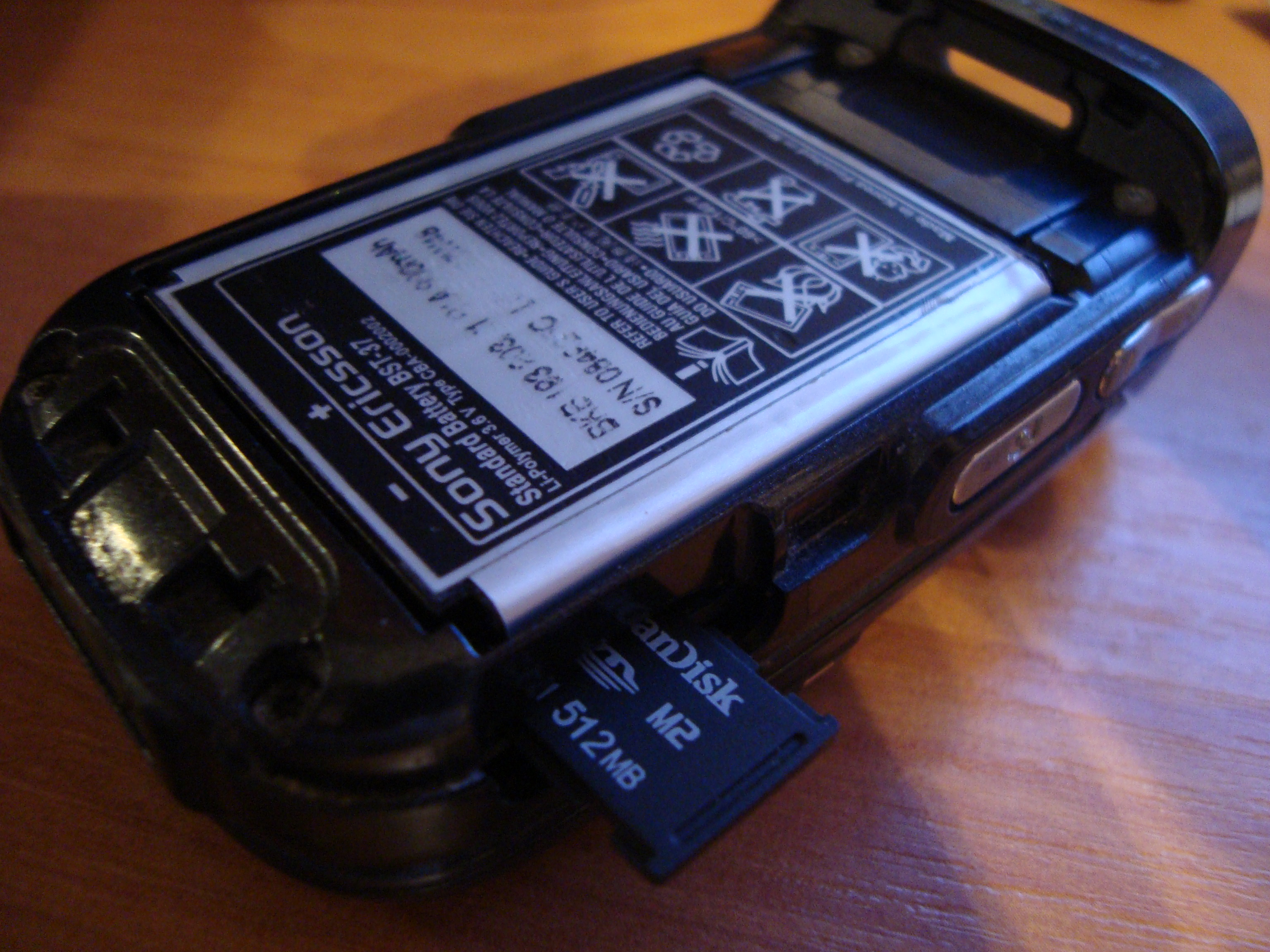
Аккумулятор и слот для карты памяти

- Время работы в режиме разговора — 9:00 ч: мин
- Время работы в режиме ожидания — 370:00 ч: мин

### Память
- Объём встроенной памяти — 10 МБ
- Тип карты памяти карты памяти — Memory Stick Micro (M2)
- Максимальный объём карты памяти — 2 ГБ (неофициально 4 ГБ)
- Поддерживается «горячая» замена карт (при включённом телефоне).

### Камера
Характеристика камеры:

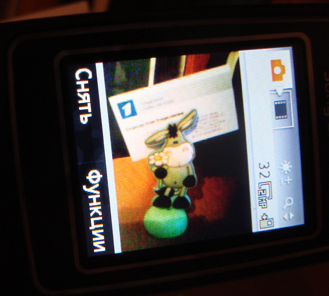
Камера в действии

- Максимальное разрешение снимка — 1600 x 1200 пикселей (2Mpx).
- Снимает видеоролики в формате 3gp.
- Скорость съёмки — 10 кадров в секунду.
- Съёмка с разрешением 176*144.
- Ограничений по размеру и длительности ролика нет.
- Для фотосъёмки имеется множество настроек и фильтров,
- Вместо вспышки функционирует ночной режим съёмки.
- Возможность сохранения в память телефона и на карту памяти.

Настройки камеры
- Звук затвора — Выбор одного из трёх звуков затвора, отключить звук нельзя.
- Баланс белого — Выбор между автоматическим режимом, а также Incandescent, Fluorescent, Daylight, Cloudy.
- Эффекты. К снимкам можно применить несколько эффектов, а именно: Negative, Solarize, Sepia, Black & White.
- Таймер — задержка на определённое время для съёмки через несколько секунд.
- Ночной режим — предназначен для съёмки в тёмное время суток или в условиях недостаточного освещения. Повышаются шумы на фотографиях, увеличивается выдержка.

Режимы съёмки.
- Режим по умолчанию — это получение обычных фотографий.
- Серийный режим (Burst 4) — получение сразу 4 снимков, серии.
- Панорама — получение панорамных снимков, позволяет получать 3 фотографии в одной.
- Рамки — получение снимков с использованием рамок, автоматически уменьшается разрешение фотографии.

### Мультимедиа
Мультимедиа возможности:

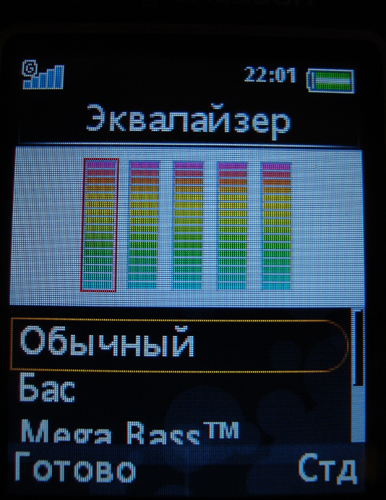
Интерфейс эквалайзера

- Встроенная фотокамера — 2 мегапикселя
- Запись видеороликов.
- Аудио проигрыватель поддерживает файлы форматов: MP3, M4A, AAC, AMR, MIDI, MP4, 3GP, IMY, EMY и WAV
- Цифровой аудиоплеер с поддержкой плей-листов и эквалайзера.
- качественный FM приёмник с автоматическим поиском.
- Поддержка 3D игр.
- Возможность установки своих Java приложений.
- Многозадачность Java.
- Прослушивание музыки одновременно с работой Java приложений и в момент съёмки встроенной камерой.
- Стандартные приложения Video , Music и Photo DJ.
- Возможность просмотра TXT файлов

### Сообщения и органайзер
Сообщения.
- Поддерживает стандартный набор для обмена почтой, есть возможность создавать SMS, MMS и e-mail письма. Есть возможность создавать SMS большого размера, а в MMS добавлять изображения, видео, звуки и текст. Есть возможность отправлять и принимать вложения в виде различных мультимедийные и офисные файлы по e-mail.

- При создании контакта в адресной книге можно внести более 20 строк информации, а также присвоить ему персональную мелодию и изображение.

Органайзер:
- Записная книга
- Будильник
- Калькулятор
- Планировщик задач
- Секундомер
- Календарь
- Памятка кодов
- Дата рождения, внесённая в адресной книге, сразу автоматически перенесётся в календарь и будет выделяться среди прочей информации.

### Передача данных
Обладает необходимыми коммуникациями для передачи данных:
- IrDA
- USB 2.0
- Bluetooth 2.0

Для доступа в интернет:
- WAP, GPRS, EDGE
- веб-браузер
- клиент электронной почты (POP/SMTP)
- RSS
- Модем
- Синхронизация с компьютером.

## Похожие модели
Sony Ericsson W710